# フョードル・ケーネマン
フョードル・フョードロヴィチ・ケーネマン（ロシア語: Фёдор Фёдорович Кёнеман ; Fyodor Fyodorovich Keneman, 1873年4月8日 モスクワ – 1937年3月29日）はロシアのピアニスト・作曲家。

## 経歴
出生から修学期
1873年、ロシア帝国・モスクワで生まれた。ペテロパブロフスク男子学校で中等教育を受け、モスクワ音楽院に進学。音楽院では、ニコライ・ズヴェーレフ（ピアノ）、ワシーリー・サフォーノフ（指揮）、アントン・アレンスキー・セルゲイ・タネーエフ（作曲）に師事した。1897年に金メダルを得て卒業。
音楽家となる

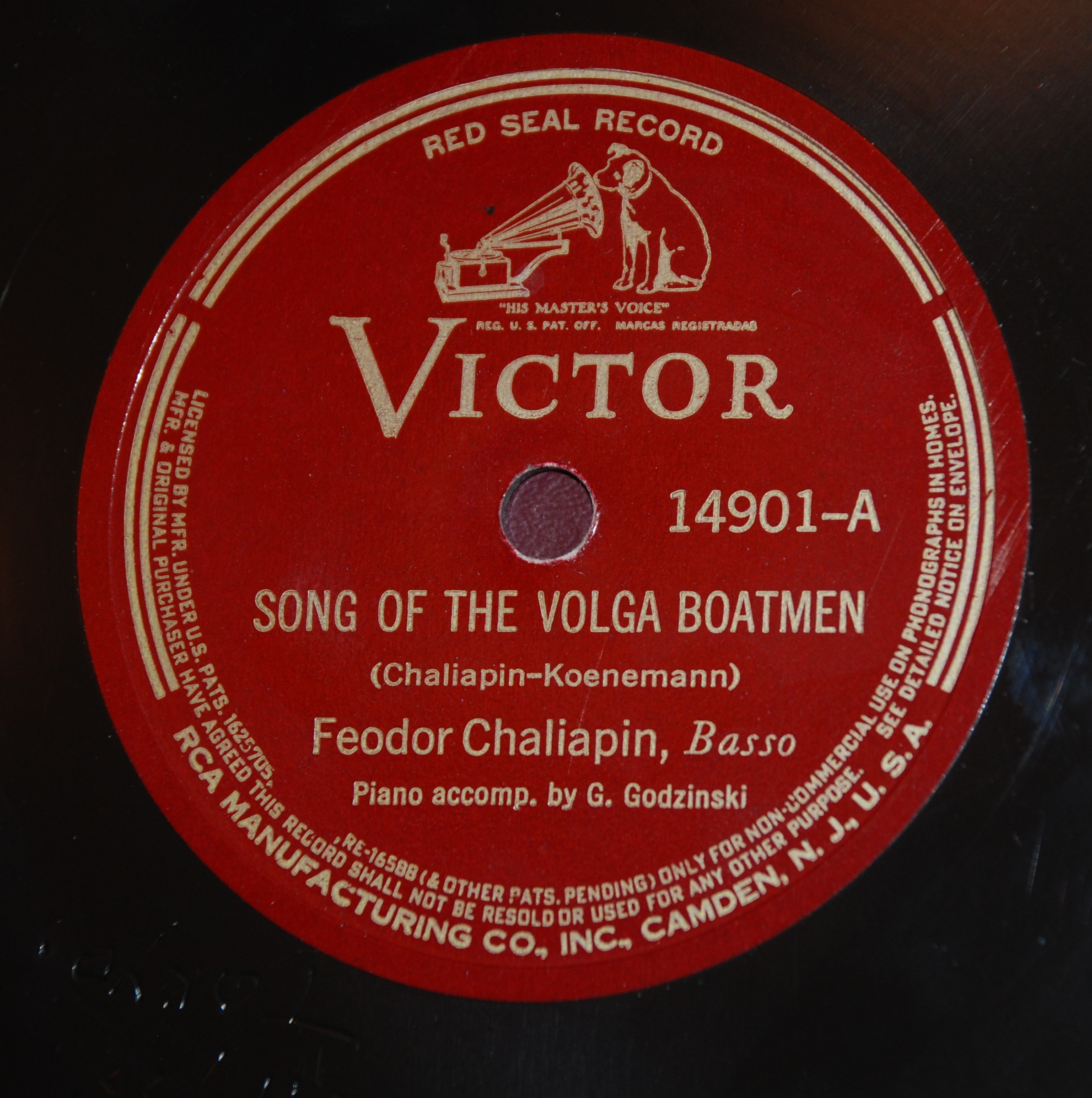
『ヴォルガの舟歌』

1896年から1897年まで、モスクワのアレクサンドロフ研究所で教鞭をとった。1897年から1899年まではアストラハンに住み、ロシア音楽協会アストラハン支部のクラスを担当し、またアストラハンの交響楽団のコンサートで指揮も務めた。
1899年にモスクワへ戻り、モスクワ音楽院で和声、器楽、ピアノ、室内アンサンブル教えた。1912年には教授に昇格し、1932年まで音楽院で教鞭をとった。その一方で、伴奏者や編曲者として24年間にわたってフョードル・シャリアピンと協力関係を結んだ。ケーネマンが編曲した《ヴォルガの舟歌》は、シャリアピンの亡命後に外国で有名になった。1937年、モスクワで死去。ピャトニツコエ墓地に埋葬されている。